# 2909 Hoshi-no-ie
A 2909 Hoshi-no-ie (ideiglenes jelöléssel 1983 JA) a Naprendszer kisbolygóövében található aszteroida. Sadao Sei fedezte fel 1983. május 9-én.